# Stadion Aldo Drosina
Aldo Drosina Stadion je víceúčelový stadion v chorvatském městě Pula, které se nachází v Istrii a zároveň domácí stadion klubu NK Istra 1961, v minulosti i NK Istra. Celková kapacita stadionu je 9 800 míst. Od března 2009 do ledna 2011 prošel stadion velikou rekonstrukcí. Západní tribuna byla zbořena celá postavená znova, navíc byla dodělána střecha. Přibyly také nové sedačka na střídačkách. 9. února 2011 Chorvatsko hostilo Českou republiku v rámci přátelského utkání, při kterém se otevíral zrekonstruovaný stadion. Zápas skončil vítězstvím 4–2 pro domácí.
Stadion je pojmenován po Aldu Drosinovi (1932–2000), významnému hráči a trenérovi z Puly.

## Mezinárodní zápasy
| Datum                             | Soutěž                            | Tým                               | Výsledek                          | Celkově                           | Ref                               |                                   |
| Chorvatská fotbalová reprezentace | Chorvatská fotbalová reprezentace | Chorvatská fotbalová reprezentace | Chorvatská fotbalová reprezentace | Chorvatská fotbalová reprezentace | Chorvatská fotbalová reprezentace | Chorvatská fotbalová reprezentace |
| --------------------------------- | --------------------------------- | --------------------------------- | --------------------------------- | --------------------------------- | --------------------------------- | --------------------------------- |
| 29. května 1998                   | Přátelské utkání                  | Slovensko                         | 1–2                               | 7,000                             | [ 3 ]                             |                                   |
| 9. února 2011                     | Přátelské utkání                  | Česko                             | 4–2                               | 9,000                             | [ 4 ]                             |                                   |
| 25. května 2012                   | Přátelské utkání                  | Estonsko                          | 3–1                               | 8,000                             | [ 5 ]                             |                                   |
| 4. září 2014                      | Přátelské utkání                  | Kypr                              | 2–0                               | 5,000                             | [ 6 ]                             |                                   |
| 19. listopadu 2019                | Přátelské utkání                  | Gruzie                            | 2–1                               | 5,072                             | [ 7 ]                             |                                   |